# Гута (Ліпновський повіт)
Гута (пол. Huta, нім. Schemmenhütte) — село в Польщі, у гміні Скемпе Ліпновського повіту Куявсько-Поморського воєводства.
Населення — 185 осіб (2011).
У 1975-1998 роках село належало до Влоцлавського воєводства.

## Демографія
Демографічна структура станом на 31 березня 2011 року:
|          | Загалом | Допрацездатний вік | Працездатний вік | Постпрацездатний вік |
| -------- | ------- | ------------------ | ---------------- | -------------------- |
| Чоловіки | 106     | 32                 | 65               | 9                    |
| Жінки    | 79      | 21                 | 42               | 16                   |
| Разом    | 185     | 53                 | 107              | 25                   |